# Albert Bazala
Albert Bazala (Brno, 1877. július 13. – Zágráb, 1947. augusztus 12.), horvát filozófus, egyetemi tanár, a Zágrábi Egyetem rektora, a Horvát Tudományos és Művészeti Akadémia elnöke.

## Élete
Apja, Josip Bazala prágai banktisztviselő, anyja Amalija pedig Đuro Arnold költő és filozófus nővére volt. Az általános iskolába Belovárban, a gimnáziumba Belovárban, Pozsegában és Zágrábban járt. A zágrábi Klasszikus Gimnáziumban érettségizett 1895-ben. Ezután a Zágrábi Egyetem Filozófiai Karán filozófiát és klasszika-filológiát tanult, majd 1899-ben letette a professzori vizsgát, majd a következő évben filozófiából doktorált „Pszichológiai tanulmány az appercepcióról” című dolgozatával.
1899-től 1907-ig a zágrábi Klasszikus Gimnáziumban, majd a zágrábi Női Líceumban dolgozott középiskolai tanárként. 1904-ben habilitált magántanárként a Zágrábi Egyetem Filozófiai Karán, ahol Marulić erkölcsi és filozófiai munkásságáról tartott előadást. 1905-től 1906-ig filozófiai tanulmányait Münchenben, Jénában, Halléban és Lipcsében, a Wilhelm Wundt Kísérleti Pszichológiai Intézetben folytatta.Gondolkodásmódjára különösen Rudolf Eucken (Fichte etikai idealizmusának megújítója) és Wilhelm Wundt (az empirikus pszichológia megalapítója) volt hatással. Prágában is járt, ahol társadalmi, politikai és kultúrpolitikai nézeteire leginkább Tomáš Masaryk és František Drtina volt hatással.
„Pučko sveučilište” (Népegyetem) néven egy közös nyílt tanszék létrehozását javasolta, melyet 1912-ben meg is alapítottak. Az előadásokat különböző professzorok tartották, és nyilvánosak voltak. Az intézmény melynek húsz éven át volt a titkára és elnöke második világháború utánig működött. Személyesen is számos előadást tartott. Filozófiatörténeti művét három kötetben, 1906-1912 között adta ki, 1909-ben a Filozófiai Kar egyetemi docense, 1912-ben rendes tanára lett. Az Elméleti és Gyakorlati Filozófia Filozófiatörténettel Tanszéket 1909-ben vette át Franjo Markovićtól. Az elméleti és gyakorlati filozófia, a filozófiatörténet, valamint a szociológia és a pszichológia szinte minden tudományágát tanította. Elődjeivel, Marković-csal és Arnolddal ellentétben ő elhagyta Herbart előadásrendszerét, és a problémákra alapozva alakította kurzusait: „Platón-Arisztotelész”, „Kant problémája”, „A materializmus története”, „A pszichologizmus és a logika problémája”, stb.
1920-ban a horvát-szlavóniai királyi tartományi kormány oktatási és vallásügyi biztosa lett. A Horvát Föderalista Párt tagja és főtitkára. Politikai tevékenysége miatt 1924-ben kényszernyugdíjazták, majd 1927-ben újra aktivizálták. Közben 1925-ben az Újgradiskai körzet tagjaként beválasztották a Szerb–Horvát–Szlovén Királyság országgyűlésébe. 1910-től a JAZU levelező tagja, 1922-től rendes tagja, 1933-1941 elnöke. 1932-1933 között az egyetem rektora. A Matica Hrvatskában is tevékenykedett, ahol előbb tanácsos, majd titkár és elnök volt. Az „Alma mater croatica” folyóiratot kiadó Strossmayer Egyetemi Társaság alapítója, a Horvát Pedagógiai és Irodalmi Egyesület tiszteletbeli tagja volt. 1940 és 1945 között a horvát enciklopédia szerkesztőbizottság tagja, filozófiai szakértője és szerkesztője. A „Revija za filozofiju i psihologiju” folyóirat alapítója. A Független Horvát Állam alatt 1943-ban ismét kényszernyugdíjazták, de a kommunisták 1945-ben visszahelyezték a főiskolára, bár nézetei távol álltak a kommunista ideológiától. A Jugoszláv Tudományos és Művészeti Akadémia (JAZU) egyik háború utáni visszaállítója volt. 1947-ben, nem várva meg harmadik nyugdíjazását, 70 éves korában halt meg.

## Munkássága
Albert Bazala filozófiaprofesszorként jelentős újdonságokat hozott tradicionalista elődeivel, Franjo Markovićcsal és Djuro Arnolddal szemben. A 20. század első évtizedében a horvát modernizmusról szóló vitában nem vett részt, de nyilvánvaló, hogy nézetei e kettővel ellentétben a „fiatalok” oldalán álltak. Franjo Zenko 1995-ben megjelent művében 1943-ból idézi Bazala egyik tanítványának, Kruno Krstićnek az értékelését, aki szerint a racionalista gondolkodás minden filozófiai megnyilvánulásának átfogó feltárásával és szisztematikus kritizálásával Bazala volt az első, aki a horvát világi filozófiát a kortárs európai filozófiai kérdések középpontjába helyezte. Ugyanakkor számos cikkel, amelyek zárt egységekben foglalkoznak különböző kérdésekkel, kiterjeszti a filozófiai szempont alkalmazását a kulturális élet különböző ágaira (művészeti, oktatási, társadalmi stb.).
Megfontolásai összhangban vannak az akkori irányzatokkal az európai filozófiában, mint például Edmund Husserl fenomenológiájával és a neomarxista társadalomkritikai elmélettel. Bevezette a filozófiába a társadalmi környezet iránti aktív és kritikus attitűdöt, anélkül, hogy kibújt volna a közvetlen politikai szerepvállalás alól. Bazala a horvát irányzat képviselője, szemben kollégájával, a szintén érdekes gondolkodó Vladimir Dvorniković professzorral, aki az integrális délszlávizmust hirdette (de a hatalommal is összeütközésbe került). Ellenezte az usztasa rezsimet is. Így kétszer is kényszernyugdíjazták, és ha még tovább élt volna, valószínűleg összeütközésbe került volna a kommunistákkal (mint ahogyan ez tanítványa, Pavao Vuk-Pavlović esetében is történt) is.

### Kiadott művei
Psihologija u hrvatskom umjetnom pjesništvu, Zagreb, 1901.
- Povijest filozofije
  - Svezak I.: Povijest narodne filozofije grčke (1906.)
  - Svezak II.: Filozofija helenističko-rimska, filozofija u srednjem vijeku, filozofija novoga vijeka do Kanta (1909.)
  - Svezak III.: Povijest filozofije najnovijega doba (1912.)
- Etika i narodno gospodarstvo, Zagreb, 1915.
- Materijalizam ili idealizam u povijesti, Zagreb, 1915.
- Filozofijski portret Franje Markovića, Zagreb, 1921. (2. izdanje 1974.)
- Sveučilište i politika, Zagreb, 1923.
- Filozofijske studije, I. Metalogički korijen filozofije, Zagreb, 1924.
- Tajanstvene pojave, Zagreb 1924.
- Massaryk — mislilac, Zagreb, 1935.
- Filozofijska težnja u duhovnom životu Hrvatske, Zagreb, 1936.
- O ideji prosvjete, 1937.
- O ideji nacionalne filozofije, Zagreb, 1938.
- Značenje mistike u životu ljudskom, 1938.
- Filozofijske studije, 2. Svijest i svijet, subjekt i objekt, Zagreb, 1941.
- Heziod. Dani i djela, Zagreb, 1970. (posztumusz)

## Fordítás
- Ez a szócikk részben vagy egészben  az   Albert Bazala című horvát Wikipédia-szócikk ezen változatának fordításán alapul.  Az eredeti cikk szerkesztőit annak laptörténete sorolja fel. Ez a jelzés csupán a megfogalmazás eredetét és a szerzői jogokat jelzi, nem szolgál a cikkben szereplő információk forrásmegjelöléseként.